# 萨哈萨拉
萨哈萨拉，是西班牙拉里奥哈自治区的一个市镇。总面积14平方公里，总人口132人（2001年），人口密度9人/平方公里。